# Vliegbasis Florennes
Vliegbasis Florennes is een militair vliegveld van de Belgische luchtmacht gelegen in Florennes, een gemeente in België. Het is de thuisbasis van de 2e Tactische Wing, met F-16 Fighting Falcons en van 80 Unmanned Aerial Vehicle Squadron met de Sperwer en B-Hunter.
Op 20 augustus 1956 werd de luchtbasis van Florennes officieel omgedoopt in J. Offenberg Basis, naar de vliegende aas Jean Offenberg, een Belgische gevechtspiloot die in 1942 sneuvelde in dienst van de Royal Air Force.

## Geschiedenis
In 1942 begon organisatie Todt met aanleg van een vliegveld voor de Luftwaffe t.b.v. de nachtjacht met Messerschmitt Bf 110, Focke Wulf 190 en Junkers 88.
In 1944 werd het veld door de 1st US Div (Big Red One) bevrijd. De Amerikaanse legerluchtmacht bleef het veld gebruiken tot 1945 voor bombardementen met B-26 Marauders van de 344e Groep.
In 1947 vestigde de Belgische Luchtmacht zich op Florennes en ontwikkelde er de 2e Wing met het 1e en 2 smaldeel uitgerust met Supermarine Spitfires. Deze werden in 1951 door de F-84E Thunderjet, in 1955 door de F-84F Thunderstreak, in 1970 door de Mirage 5 en in 1988 door de F-16 vervangen.
De andere Smaldelen die ooit in 2de Wing hebben geopereerd zijn:
- 3 Smd (1913-1940), opnieuw gevormd in 1950 en ontbonden in 1960.
- 8 Smd (1951-1991), gevestigd in Florennes van 1970 tot 1971.
- 4 Smd Recce (ontstaan als 7 Smd in 1917, herdoopt 42 Smd in 1954 en ontbonden in 1993) gevestigd in Florennes van 1971 tot 1988.

In oktober 1970, bij de komst van de Mirages, kreeg de eenheid de naam "2e Tactische Wing". Zij bood onderdak aan het 2e Smaldeel Jagers-Bommenwerpers en het 42e Smaldeel Verkenning.
In 1988 verhuisde 42e Smaldeel van Florennes naar vliegbasis Bierset en het werd vervangen door het 1e Smaldeel dat na 18 jaar terugkeerde naar de basis van oorsprong. De basis werd gemoderniseerd en door grote infrastructuurwerken voorbereid op de komst van de F-16 en de ontplooiing van BGM-109G Gryphon kruisraketten in het kader van het NAVO-dubbelbesluit. 
Zestien kernraketten werden in maart 1985 te Florennes gestationeerd. Ze werden beheerd door de USAF (485th Tactical Missile Wing), met operationeel bevel vanuit de Sembach Air Base in Duitsland. De Belgische regering had in totaal de plaatsing van 48 kruisvluchtwapens toegezegd, maar botste op weerstand in het parlement en massaal volksprotest (met onder meer de Vredesoptocht van 1983 – grootste betoging ooit in België). Na minder dan vijf jaar werden de zestien geleverde raketten in uitvoering van het INF-verdrag verwijderd en in Amerika vernietigd.
Florennes was t/m juni 2009 thuisbasis van het Tactical Leadership Programme (TLP), een trainingsprogramma voor gevechtsvliegtuigen van de NATO lidstaten. TLP verhuisde nadien naar Albacete in Spanje.

## Huidige situatie
De basis huisvest de 2de Tactische Wing onderverdeeld in:
- 1e Smaldeel (F-16AM/BM luchtverdediging)
- 350e Smaldeel (F-16AM luchtverdediging)
- Maintenance Groep
- Verdedigings en Steungroep

Overige eenheden:
- 80 UAV Sqn (Sperwer en B-Hunter onbemande vliegtuigen). De eenheid heeft als opdracht het uitvoeren van luchtverkenningen voor alle krijgsmacht componenten alsmede observatie van de Noordzee, wildtellingen, brandsignalering, grensbewaking, misdaadbestrijding en het verzamelen van diverse civiele informatie.

80UAV Sqn is verdeeld in een
- flight groep
- maintenance groep
- support groep

## Toekomst
Voor de geplande vervanging van de F-16 door de F-35 van 2025 tot 2027 wordt de basis aangepast.